# Campeonato Sudamericano de Voleibol Masculino de 1961
La cuarta edición del Campeonato Sudamericano de Voleibol masculino fue disputada en Lima, capital de Perú en 1961. El equipo brasileño obtenía su tetra campeonato sudamericano, Chile obtuvo su primera medalla de plata y Argentina su primera medalla de bronce.

## Equipos participantes
En esta edición participaron los equipos de Argentina, Brasil, Chile, Colombia y Perú. Bolivia estaba en el programa inicial pero se retiró.

## Grupo único
Clasificación
Partidos

## Campeón
| Brasil            |
| Campeón           |
| Brasil 4.° título |

## Posiciones finales
| Pos | Equipo    |
| --- | --------- |
|     | Brasil    |
|     | Chile     |
|     | Argentina |
| 4   | Perú      |
| 5   | Colombia  |